# Francisco León (modelo)
Francisco José León Bastidas (Caracas, 24 de septiembre de 1981) es un modelo, cantante y presentador de televisión venezolano que obtuvo el título de Mister Venezuela 2004 donde representó al estado Amazonas.

## Biografía
Desde muy joven, León comenzó a actuar en pequeños papeles en teatro y musicales. En 2003, comenzó su carrera como modelo en varias agencias de modelaje.
León estudió en la Escuela de Artes de la Universidad Central de Venezuela.

### Carrera
En 2004, León participó y ganó el título de Mister Venezuela 2004. Esto le dio la oportunidad de ingresar al mundo de la televisión donde participó en diversos programas como Portadas al Día en el que fue presentador entre 2005 y 2007.
Lanzó su primer álbum en 2008 titulado Te invito a vivir, producido por Sony Music. Recibió la certificación oro y platino en Venezuela. En 2013 representó a Venezuela en la edición 2013 del Festival Internacional de la Canción de Viña del Mar realizado en Chile.
En 2015 lanzó su segundo disco, Llegó la hora.

## Vida personal
En junio de 2021, durante las celebraciones del mes del Orgullo LGBT y a través de un vídeo en redes sociales titulado Mi verdad, salió del armario como hombre gay.

## Discografía
- 2008: Te invito a vivir
- 2015: Llegó la hora